# Stylopauropoides eximiformis
Stylopauropoides eximiformis – gatunek skąponoga z rzędu Tetramerocerata i rodziny Pauropodidae.
Gatunek ten opisany został w 2013 roku przez Ulfa Schellera. Holotyp odłowiono nad Murray River, w okolicy Dwellingup.
Skąponóg o ciele długości do 1,06 mm. Wierzch głowy ze szczecinkami gęsto rowkowanymi, przednie i tylno-środkowe z nich są lekko buławkowate, zaś pozostałe cylindryczne. Narządy skroniowe z przodu wąskie, a na tylnych krawędziach mają po jednym, krótkim, zakrzywionym pęcherzyku. Czwarty człon czułków z 4 cylindrycznymi, tępymi szczecinkami. Długość grzbietowej gałązki czułków od 3,3 do 3,8 raza krotnie przekracza jej największą średnicę. Collum z rozwidlonymi szczecinkami, przy czym ich gałązki pierwotne mają maczugowate końcówki, a wtórne są szczątkowe, stożkowate. Poszczególne tergity tułowia mają układy szczecinek kolejno I: 4+4, II–V: 6+6, VI: 4+2. Tylne tergity z długim i skąpym owłosieniem. Płytka analna dłuższa niż szeroka, podzielona głębokim V-kształtnym wcięciem; oba jej ramiona prawie cylindryczne, w tylnej części zwężone i spiczasto zakończone, po stronie brzusznej z mniej więcej walcowatymi wyrostkami.
Wij znany wyłącznie z Australii Zachodniej.